# Terc-Butilamina
Terc-Butilamina é a amina primária  em que um grupo amino está ligado ao carbono central do isobutano.
A terc-butylamina é utilizada principalmente como intermediária na síntese de produtos químicos e como reagente em diversas reações orgânicas. Ela pode ser empregada na fabricação de produtos farmacêuticos, agroquímicos e em processos de síntese química.